# Melvyn Lorenzen
Melvyn Lorenzen (ur. 26 listopada 1994 w Londynie) – ugandyjski piłkarz, grający na pozycji napastnika. Posiada również obywatelstwo brytyjskie i niemieckie.

## Kariera piłkarska

### Kariera klubowa
Wychowanek klubów SpVgg Putlos, Oldenburger SV i Holstein Kiel. Latem 2013 roku rozpoczął karierę piłkarską w drugiej drużynie Werderu Brema, a 5 października 2013 debiutował w podstawowym składzie klubu. 24 lipca 2017 przeszedł do ADO Den Haag. 23 września 2019 jako wolny agent podpisał kontrakt z Karpatami Lwów. 4 grudnia 2019 za obopólną zgodą kontrakt został rozwiązany.

### Kariera reprezentacyjna
Lorenzen urodził się w Londynie w Anglii. Jego ojciec Drake Mugisa pochodził z Ugandy, a matka, po której odziedziczył nazwisko, z Niemiec. 31 maja 2016 roku zadebiutował w narodowej reprezentacji Ugandy w przegranym 2:0 meczu towarzyskim z Zimbabwe.